# Tenshi no Tamago
Tenshi no Tamago (天使のたまご lit. El huevo del ángel?) es una OVA producida por Tokuma Shoten en 1985. de la colaboración entre el artista Yoshitaka Amano y el director Mamoru Oshii, que incorpora elementos visuales surrealistas y existencialistas pero poco diálogo.

## Argumento
La historia sigue a una niña, cuyo nombre nunca se revela, quien guarda celosamente un huevo de contenido desconocido, en un mundo surrealista posapocalíptico. Ella ocupa su tiempo recolectando botellas por la ciudad y llenándolas con agua. Un hombre montado en una caravana de máquinas que porta una especie de arma en forma de cruz encuentra a la niña y comienza a seguirla, ella se da cuenta de que ha extraviado el huevo, el hombre aparece entonces y se lo devuelve. Él le pregunta qué hay dentro del mismo. Ella no responde a la pregunta.

## Simbolismo
A pesar de no existir una interpretación oficial de la OVA por parte de los creadores, existen múltiples interpretaciones de los elementos simbólicos que se encuentran en el film; varios con una connotación religiosa, específicamente Cristianismo. Mamoru Oshii ha dirigido filmes como Patlabor, Avalon o Ghost in the Shell que contienen temas cristianos o referencias. Oshii se había declarado cristiano.

## Música
La Música del filme fue compuesta por Yoshihiro Kanno autor de otras bandas sonoras.

## Personajes
- La niña.

Seiyu Mako Hyoudou.
- El hombre.

Seiyu Jinpachi Nezu.

## In the Aftermath: Angels Never Sleep
Es una película de ciencia ficción australiana de 1987, que alterna entre escenas reales, dirigidas por Carl Colpaert; describe un pequeño grupo de gente que viaja a través de un mundo posapocalíptico, y secuencias animadas de El huevo del ángel dobladas al inglés. El diálogo en las escenas dobladas es mucho más extenso, y se desvía fuertemente del guion original japonés; por ejemplo, en esta película se explica que el hombre y la niña son hermanos, cuando en la versión original son completos desconocidos. Fue publicada por New World Video en VHS, para el formato PAL (con duración proximada de 70 minutos), y algunos años después en NTSC por Anchor Bay Entertainment solo para Estados Unidos. Podría considerarse la versión de imagen real del filme. En España se publicó en 1989 con doblaje castellano bajo el nombre de "In the aftermath: La pesadilla del mañana" bajo el sello "José Frade Producciones Cinematográficas D.L.".